# Nouveau système de cotation
Le Nouveau système de cotation (NSC), aussi connu sous le nom de Supercac, est un système de négociation électronique développé dans les années 1990 à la bourse de Paris pour remplacer le système CAC (cotation assistée en continu), adapté quelques années plus tôt à partir de celui de la bourse de Toronto. Par opposition aux systèmes de cotation dirigée par les prix, comme le SEAQ de la bourse de Londres, qui conviennent aux bourses animées par des brokers, NSC est un système de cotation dirigé par les ordres : c'est le rassemblement des ordres dans un carnet d'ordres central qui détermine les prix auxquels les ordres sont exécutés, et non la publication de prix par des brokers qui détermine les ordres exécutables.
Reconnu pour sa qualité, NSC a été choisi comme le système unique de cotation des bourses de Paris, Amsterdam et Bruxelles, au moment de leur fusion en Euronext en 2000 et adopté par une vingtaine d'autres bourses non liées à Euronext, notamment par celle de Toronto.
Lors de la "fusion" en 2007 d'Euronext et du New York Stock Exchange (NYSE), sous la forme de la création d'une holding de contrôle commune aux deux groupes, le système NSC a été abandonné au profit du système UTP, Universal Trading Platform, développé comme plateforme commune aux différentes places boursières gérées par le groupe.